# Follow You Follow Me (Zucchero Fornaciari)
Follow You Follow Me è un singolo del cantautore italiano Zucchero Fornaciari, pubblicato il 22 ottobre 2021 come primo estratto dall'album Discover.

## Descrizione
È una cover del brano omonimo dei Genesis. La canzone è uno storytelling di due amanti che promettono di non separarsi mai fino alla fine dei loro giorni. L'arrangiamento è una rivisitazione in chiave folk unplugged del brano originale, con un  ritmo in levare e la sostituzione del synth principale con le chitarre, in affinità con la versione live realizzata da Ray Wilson, o da Phil Collins nel suo tour solista con Mike Rutherford come ospite.

## Video musicale
Il 5 novembre 2021 è stato pubblicato il video ufficiale diretto da Attilio Cusani. Ritrae una coppia di innamorati, interpretati dai coniugi Andrea Bou Othmane e Nathalia Meneses Gonzales, intenti a corteggiarsi mentre Zucchero esegue il brano seduto su un divano di un locale. Il 26 febbraio 2022 è stato pubblicato il video della canzone in versione unplugged eseguita dal vivo.